# Maryam
Cet article traite de la mère de ʿĪsā (Jésus) dans l'islam pour les musulmans. Pour la « Vierge Marie » pour les chrétiens, voir Marie (mère de Jésus).
Pour les articles homonymes, voir Maryam (homonymie).
Maryam, Mariam, Meryem, ou Merieme (en arabe : مريم) est la mère de ʿĪsā, c'est ainsi qu'est appelé Jésus dans le Coran et la tradition musulmane. Maryam est la forme araméenne du nom « Marie », alors que Myriam en est la forme en hébreu.
À la suite du Nouveau Testament, l'islam professe la conception virginale de Jésus/ʿĪsā en son sein. Elle est la seule femme nommément citée dans le Coran et la dix-neuvième sourate porte son nom. Elle est d'ailleurs citée plus souvent dans le Coran que dans le Nouveau Testament.
Le prénom Maryam est courant parmi les musulmanes.

## Origine des récits
Le nom de Maryam est davantage cité dans le Coran que celui de Marie dans le Nouveau Testament (respectivement 34 fois et 19 fois),,,. Les récits entourant Maryam s'inspirent à la fois des écrits chrétiens canoniques mais aussi de la riche littérature apocryphe dont certaines traditions ont eu une longue pérennité. Selon Claude Gilliot, « la place que Marie occupe dans les apocryphes chrétiens, c'est le terreau du Coran » ; le Protévangile de Jacques par exemple (apocryphe du IIe siècle très répandu dans le christianisme oriental), fait de Marie un personnage central et aurait inspiré en particulier le récit de l'Annonciation dans le Coran (sourate 19, versets, 17-21). De même, la naissance miraculeuse de Jésus apparait dans l'évangile apocryphe du pseudo-Mathieu. La vocalisation du nom indique une source chrétienne de ce nom et non une origine hébraïque.
Pour Mourad, « Par conséquent, si l’on suppose que le Coran reflète bien le milieu religieux du prophète Mahomet et son mouvement, ils étaient alors en contact avec des groupes chrétiens qui utilisaient, entre autres sources, l’Évangile de Luc ou le Diatessaron et le Protevangile de Jacques. Ceci, à mon avis, va dans une direction: ces groupes chrétiens doivent avoir observé un type de christianisme dominant et ne pouvaient pas être des chrétiens hérétiques ». En outre, après avoir critiqué la non-fiabilité des exégètes musulmans médiévaux, l'auteur ajoute : « ils n'étaient pas désireux de comprendre exactement la forme de christianisme avec laquelle le prophète Mahomet était entré en contact, probablement par crainte qu'une telle enquête n'implique de leur part l'acceptation d'une influence chrétienne sur Mahomet, le Coran et la religion de l’islam, ce qui devenait graduellement de plus en plus inacceptable dans le discours islamique ».

## La famille de Maryam
Le Coran fait référence à Maryam comme faisant partie de la maison d'Imran (en hébreu Amram). L'interprétation religieuse est que Maryam est la fille d'Imran , dont le nom a été donné à une sourate « la famille d'Imran » dans le Coran . Pour autant, il n'est pas certain, le nom donné au père de Marie par les traditions chrétiennes étant Joachim, que Marie, fille d'Imran soit aussi Marie, mère d'ʿĪsā. A l'inverse, il n'est pas non plus sûr que l'expression « fille de » doit être comprise dans son sens premier. Il est possible que ce soit une notion de descendance et qu'Imran soit le Amran biblique (père de Moïse).
Celui-ci est considéré par les musulmans comme l'un des hommes vertueux présents à Jérusalem à cette époque. La femme d'Imran , la mère de Maryam, porte le nom de Hannah (l'équivalent arabe d'Anne), fille de Fanqudh . Elle est également honorée par les musulmans comme femme très vertueuse, à l'instar de sa fille.

### Arbre généalogique
| \| \| \| 'Îmran Joachim \| ┐ \| \| ├ \| ʿĪsā - Jésus; \| \| \| \| \| ├ \| Maryam - Marie \| ┘ \| \| \| \| ┌ \| (Hannah) Anne ° \| ┘ \| \| \| \| \| Fanqudh \| ┤ \| \| \| \| \| \| \| \| └ \| Élisabeth ° \| ┐ \| \| \| \| \| \| \| \| ├ \| Yahyâ - Jean le Baptiste \| Yahyâ - Jean le Baptiste \| Yahyâ - Jean le Baptiste \| \| \| \| Zacharie \| ┘ \| \| \| \| | ° Personnage non cité par son nom dans le Coran |                 |   |                          |                          |                          |
| |                                                 | 'Îmran Joachim  | ┐ |                          | ├                        | ʿĪsā - Jésus;            |
| |                                                 |                 | ├ | Maryam - Marie           | ┘                        |                          |
| | ┌                                               | (Hannah) Anne ° | ┘ |                          |                          |                          |
| Fanqudh | ┤                                               |                 |   |                          |                          |                          |
| | └                                               | Élisabeth °     | ┐ |                          |                          |                          |
| |                                                 |                 | ├ | Yahyâ - Jean le Baptiste | Yahyâ - Jean le Baptiste | Yahyâ - Jean le Baptiste |
| |                                                 | Zacharie        | ┘ |                          |                          |                          |

### L'assimilation de Maryam et de Myriam
Le Coran qualifie Maryam de fille d'Imram et également de sœur d'Aaron ; Aaron, Moïse et Myriam sont d'ailleurs dans la Bible les enfants d'Amram. Il existe ainsi dans le texte coranique une confusion entre ces deux personnages. Pour Gilliot et Mourad, cette identification à Aaron, frère de Moïse, a été établie pour mettre en avant le lignage de Marie puisque c'est en raison de son ascendance aaronique qu'elle peut servir dans le Temple,. L'enracinement de l’islam dans l’histoire dans un milieu d'origine syro-araméen et hébréo-chrétien, où le rapprochement entre les « deux Marie » était connu, donne une autre explication à cette assimilation.
De fait, il existe une tradition de commentaires bibliques pré-chrétiens qui attribuaient un rôle salvifique à Mariam-Myriam, sœur d'Aaron ; « Après le trépas de Moïse, la manne cessa de descendre sur les fils d’Israël, et ils commencèrent alors à manger les fruits du pays. Tels furent les trois dons que Dieu fit à son peuple à cause des trois personnages : le puits d’eau de Mara en faveur de Myriam ; la colonne de nuée en faveur d’Aaron ; et la manne en faveur de Moïse. Mais une fois disparus les trois [personnages], ces trois [présents] furent retirés [aux fils d’Israël] ». On retrouve cette tradition chez les chrétiens de Perse, souvent d'origine hébréo-chrétienne ou dans la littérature rabbinique.
La tradition exégétique musulmane était, dès ses débuts, consciente de cette confusion. Elle tenta donc de la justifier, soit par la ressemblance entre les deux figures, soit en inventant un Aaron, frère de Marie, inconnu de la Bible. Enfin, certains commentateurs s'en tiennent à la lettre et identifient les deux personnages comme la même personne. Les confusions des exégètes médiévaux sont multiples puisque Suleiman Mourad, dans une étude sur Marie dans le Coran, remarque qu'al-Tabari, selon l'autorité d'Ibn Ishaq, reconstruit la généalogie d'Imran en copiant la généalogie de Joseph donné par l'évangile selon Mathieu.

### Maryam et la Trinité
Le Coran décrit Maryam comme la troisième d'une Trinité faisant référence à la Trinité chrétienne. Cette lecture peut être liée à des hérésies chrétiennes mariolâtres ou à une mauvaise compréhension de la Trinité. Dans ces courants, Marie était associé au Saint-Esprit.

## Le récit de Maryam
Maryam est fréquemment citée dans le Coran, aussi bien dans des versets mecquois que médinois. Elle est surtout évoquée dans les sourates 3 et 19.

### Sa naissance
La naissance de Maryam est relatée dans la troisième sourate du Coran. La littérature islamique (en) raconte qu'Imran et Hannah étaient âgés et sans enfants, mais qu'un jour, la vue d'un oiseau sur un arbre donnant la becquée à son petit suscita le désir d'un enfant dans le cœur de Hannah. Elle pria Allah de satisfaire à son désir d'enfant et s'engagea à vouer l'enfant au service d'Allah, si sa prière était réalisée. Elle pria que son enfant soit protégé de Satan, et la tradition islamique rapporte un hadith qui affirme que les seuls enfants nés sans le contact de Satan étaient Maryam et ʿĪsā. Le récit de sa naissance est semblable à celui d'apocryphes comme le De nativitate Maria appelé Protévangile de Jacques.

### Ses premières années
Le Coran dit que Maryam grandit en prière dans le temple. Elle était confiée au prophète Zechariah (Zacharie dans la Bible). Chaque fois que Zechariah entrait dans la chambre de Maryam, il trouvait auprès d'elle de la nourriture. Il lui demandait d'où cela provenait, et elle répondait qu'Allah donne de la nourriture à qui Il veut sans compter,.
Des érudits de l'islam ont débattu pour savoir si la nourriture que recevait Maryam avait une origine miraculeuse ou bien normale. Les tenants de l'origine surnaturelle de cette nourriture avancent que si cette nourriture avait une origine naturelle, Zechariah, étant prophète, aurait su que la nourriture vient habituellement d'Allah par des voies naturelles, et n'aurait pas posé de question. Ce rôle de la nourriture se retrouve déjà dans le protévangile de Jacques.

### L'annonciation
Le Coran reprend le récit chrétien de l'Annonciation et de la fécondation miraculeuse de Marie par le Saint-Esprit. Selon la littérature islamique, Gabriel apparut à Maryam, qui était encore jeune, sous la forme d'un bel homme au visage lumineux, et lui annonça la naissance de ʿĪsā. Après son étonnement immédiat, elle fut rassurée par la réponse de l'ange, qui lui dit que tout était possible à Allah. À d'autres endroit, l'Esprit insufflant la fécondation à Marie est le Verbe de Dieu (Kalima), équivalant au Logos chrétien. La sourate 3, au verset 59, créé un parralélisme entre cette création d'ʿIsa et celle d'Adam, analogie déjà présente dans les textes d'Ephrem de Nisidie.
Les commentateurs du Coran remarquent dans le verset de la sourate 3 que Maryam était proche d'être une femme parfaite et qu'elle était dépourvue de presque toute imperfection. Bien que l'islam révère de nombreuses femmes, dont Khadidja et Fatimah, la femme et la fille de Mahomet, nombre de commentateurs interprètent ce verset dans un sens absolu, et affirment que Maryam fut la meilleure femme de tous les temps. D'autres commentateurs, cependant, tout en maintenant que Maryam est la « reine des saints », ont interprété ce verset comme indiquant que Maryam fut la meilleure femme de tous les temps, et que Fatimah et Khadidja furent aussi vertueuses qu'elle.

### La naissance virginale de ʿĪsā

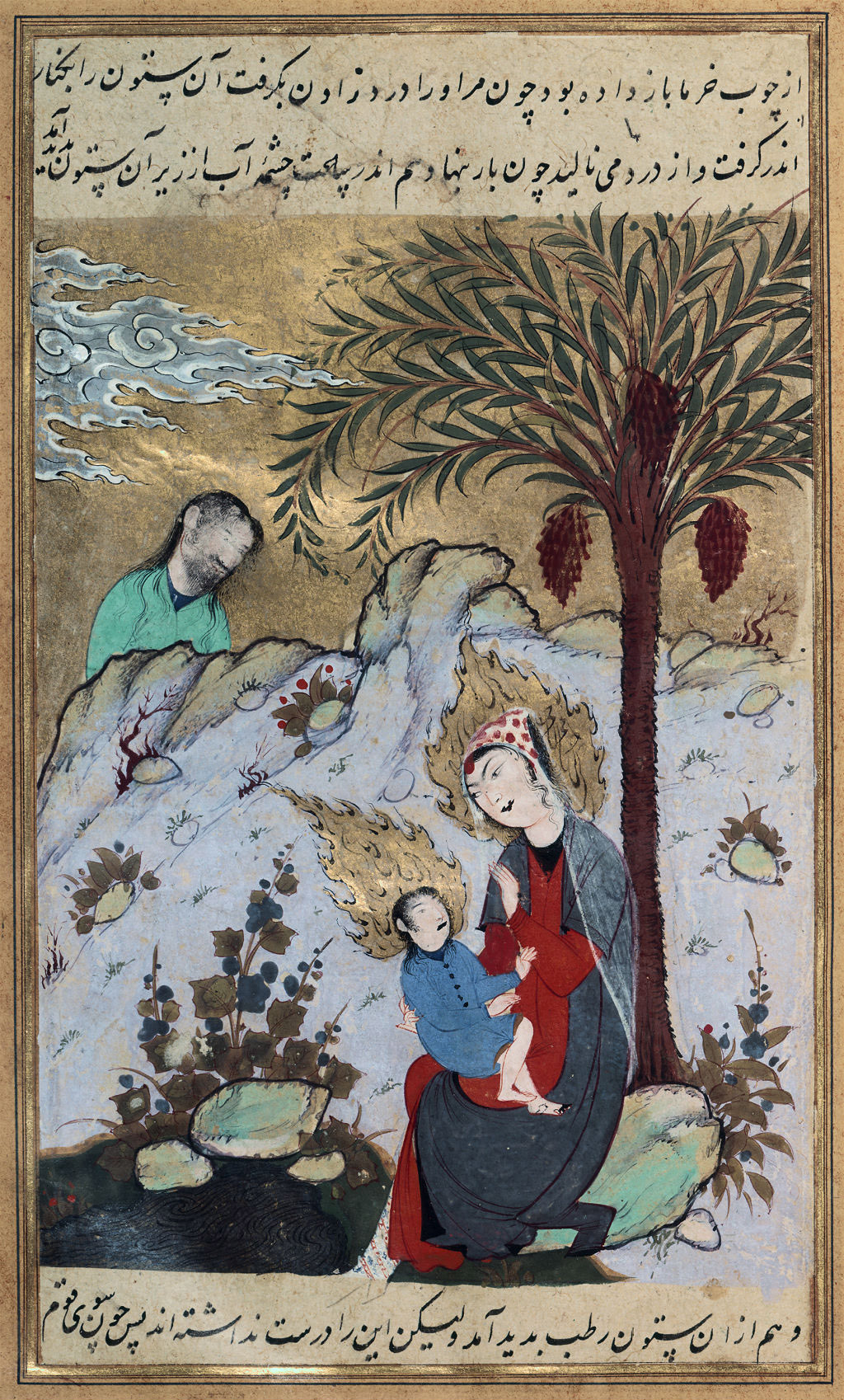
Maryam sous le dattier avec ʿĪsā nouveau-né.

Le Coran raconte la naissance virginale de ʿĪsā dans les sourates 3 et 19. Le récit le plus détaillé est dans la sourate 19, versets 17 à 34. L'exégèse dit qu'elle eut lieu peu après l'annonciation. Le récit de la naissance virginale de ʿĪsā est assez différent de son équivalent du Nouveau Testament. Le Coran dit que Maryam était au milieu du désert et que les douleurs de l'enfantement commencèrent alors qu'elle était sous un palmier. Maryam pleura de douleur et se tint au palmier. À ce moment elle entendit une voix qui venait d'en dessous d'elle. Certains estiment que cela fait référence à ʿĪsā qui était encore dans son sein. Cette voix lui disait de secouer le palmier pour en faire tomber des dattes, et de les manger pour être apaisée. Le Coran continue en disant que Maryam fit le vœu de ne pas parler à un homme durant ce jour, car Allah allait faire parler ʿĪsā dans son berceau, son premier miracle. Maryam apporta l'enfant ʿĪsā au temple, où tous les hommes commencèrent à se moquer d'elle, excepté Zechariah, qui croyait en la naissance virginale de ʿĪsā clairement confirmée dans la sourate 21, verset 91. Les Juifs accusèrent Maryam, est-il raconté, d'avoir eu une relation sexuelle hors mariage. C'est alors que ʿĪsā, dans son berceau, parla et prophétisa.
Le récit de la naissance sous le palmier, proche du récit contemporain de l'apocryphe Évangile du pseudo-Matthieu, s'inspire de la mythologie grecque et en particulier de l'accouchement de Léto, donnant naissance à Apollon. Pour Mourad, cette référence aux récits grecs doit être apparu dans un groupe chrétien, ancien adorateur d'Apollon. Il pourrait s'agit des chrétiens de Najran.

## Maryam dans la tradition islamique
Les traditions islamiques rapportent que Mahomet protégea la Vierge à l'Enfant de la Kaaba, lorsqu'il fit nettoyer le sanctuaire de ses idoles et des images divines. Cet épisode illustre la position particulière de Marie et de Jésus pour l'Islam. Selon Michael Marx, le respect à l'égard de Marie renforce l'image positive de Jésus dans le Coran.

## Maryam et son culte populaire
De nombreuses femmes chrétiennes vénèrent Maryam dans les sanctuaires mariaux chrétiens.
Plusieurs plantes ont été nommées en lien avec des épisodes de la vie de Maryam.